# Кућа у Ул. Жарка Фогараша 4
Кућа у Ул. Жарка Фогараша 4 у Панчеву, подигнута је пре 1761. године и представља непокретно културно добро као споменик културе.
Кућа је уочљива на плану Панчева из 1761. године у оквиру контумаца, задржала је у већој мери оригинални изглед, а пре свега конструкцију. Грађена је у опеци као приземна зграда издужене основе, са подрумом, високог крова покривеног бибер црепом и тремом који се протеже дуж целе подужне стране. Замишљена је као целина формирана од низа, већих и мањих стамбених јединица, повезаних преко трема из кога се улази у подрум и на таван. Као један од најстаријих зграда која својом функцијом контумацке зграде (карантина за робу и путнике), указује на важан период историје Панчева када је оно било погранична варош Аустрије према Турској. 